# Moroka Swallows Football Club
El Moroka Swallows es un club de fútbol de Sudáfrica, de la ciudad de Johannesburgo. Fue fundado en 1947 y juega en la Liga Premier de Sudáfrica.

## Palmarés

### Torneos nacionales
- Copa de Sudáfrica (5):

1983, 1989, 1991, 2004, 2009
- MTN 8 (3):

1975, 1979, 2012